# Regional Express Airlines
Regional Express Airlines (или Regional Express Pty Ltd, также известна как Rex) — региональная коммерческая авиакомпания, базирующаяся в городе Маскот, находящемся в штате Новый Южный Уэльс (Австралия). Используя самолёты серии Saab 340, она осуществляет регулярные рейсы, связывающие региональные аэропорты австралийских штатов Новый Южный Уэльс, Квинсленд, Южная Австралия, Виктория и Тасмания со своими основными аэропортами, расположенными в городах Аделаида, Мельбурн, Сидней и Таунсвилл, с 2021 года также выполняет рейсы между крупными городами Австралии на самолётах Boeing 737.

## История

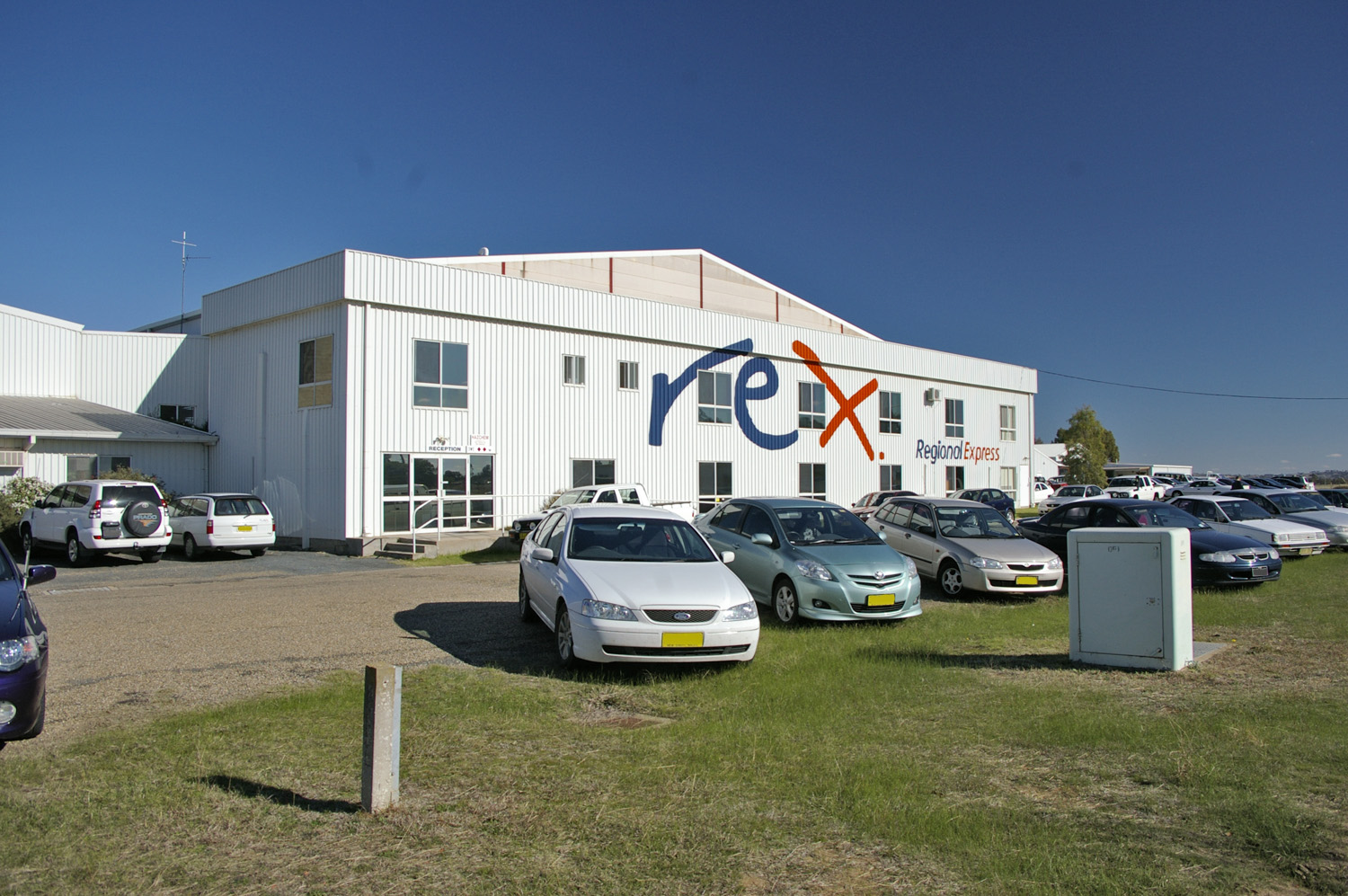
Здание Regional Express Airlines в аэропорту Уогга-Уогга

Авиакомпания Regional Express Airlines была образована в 2002 году в результате слияния Hazelton Airlines и Kendell Airlines, приобретённых консорциумом Australiawide Airlines после распада авиакомпании Ansett Australia. Изначально компания базировалась в городе Уогга-Уогга (Новый Южный Уэльс). Первый рейс новой авиакомпании состоялся в августе 2002 года — это был полёт из Уогга-Уогги в Сидней.
В мае 2020 года стало известно, что REX запланировала взять в аренду более крупные самолёты и начать конкурировать с Virgin Australia и Qantas на популярных маршрутах из Сиднея.
С 1 марта 2021 года авиакомпания начала выполнять рейсы на самом загруженном маршруте Австралии: Мельбурн — Сидней. Для этого были арендованы 6 самолётов Boeing 737-800

## Флот

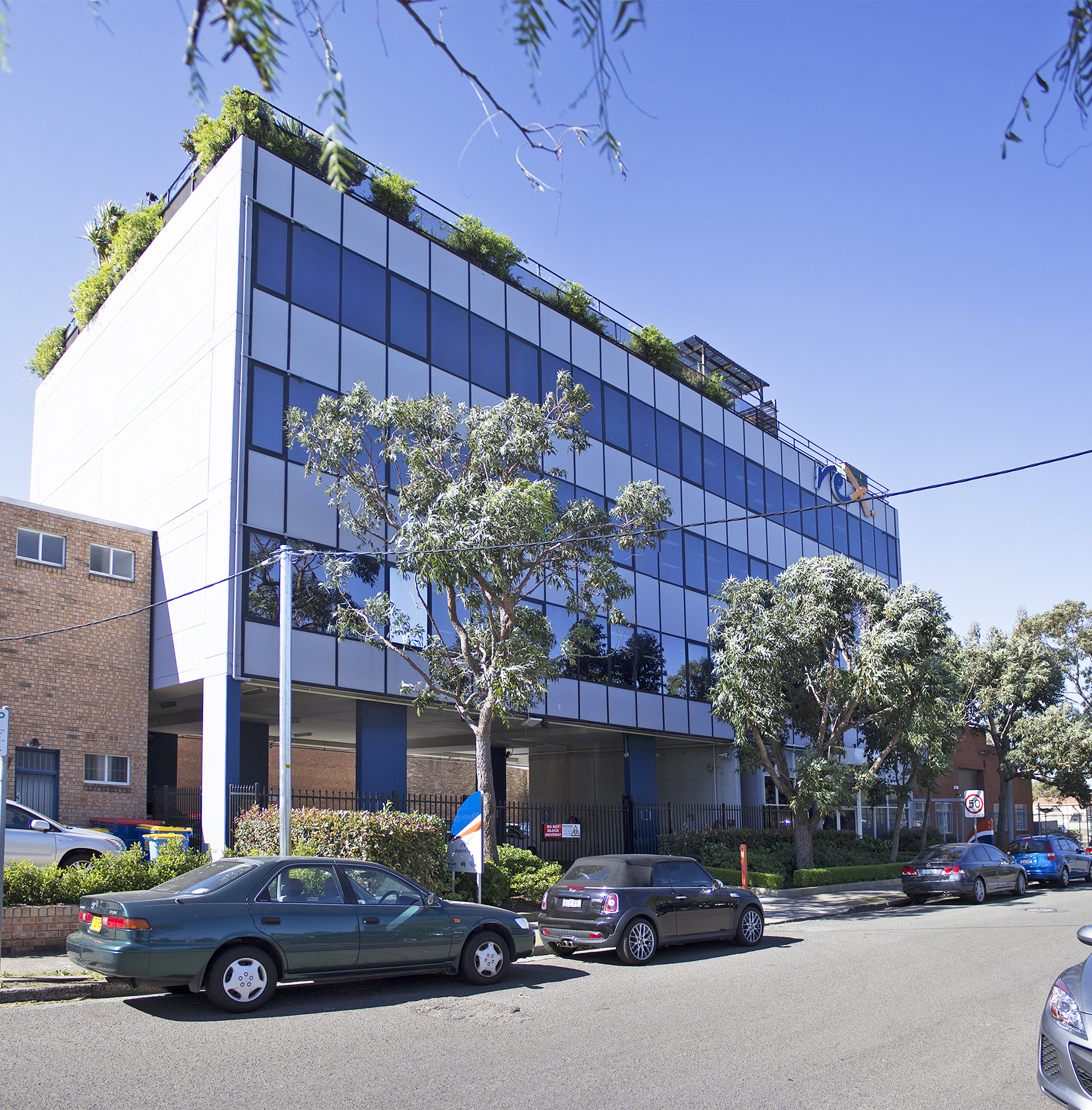
Здание Regional Express Airlines в Маскоте

В июле 2021 года флот REX Airlines состоял из 58 самолетов, средний возраст которых 25,7 лет: